# Lista de deputados estaduais do Rio Grande do Sul da 22.ª legislatura
Esta é uma lista de deputados da 22ª Legislatura da Assembleia legislativa do Rio Grande do Sul, que assumiram em 1893, com mandatos até 1897:
|    | Nome                                   | Partido |
| 1  | Protásio Antônio Alves                 |         |
| 2  | José Bento Porto                       |         |
| 3  | Antônio Pedro Caminha                  |         |
| 4  | Artur Homem de Carvalho                |         |
| 5  | Antônio Soares de Barcelos             |         |
| 6  | Artur Lara Ulrich                      |         |
| 7  | João Pinto da Fonseca Guimarães        |         |
| 8  | Evaristo Teixeira do Amaral Júnior     |         |
| 9  | Antônio Adolfo de Alencastro           |         |
| 10 | Marçal Pereira de Escobar              |         |
| 11 | Manuel Teófilo Barreto Viana           |         |
| 12 | Pedro Gonçalves Moacir                 |         |
| 13 | Vasco Pinto Bandeira Filho             |         |
| 14 | Gervásio Lucas Annes                   |         |
| 15 | Manuel Py                              |         |
| 16 | Luís Englert                           |         |
| 17 | Jacob Kroeff Filho                     |         |
| 18 | João Py Crespo                         |         |
| 19 | Luís Carlos Massot                     |         |
| 20 | Joaquim Tomás dos Santos e Silva Filho |         |
| 21 | Frederico Bastos                       |         |
| 22 | Artur Pinto da Rocha                   |         |
| 23 | Firmino de Paula e Silva               |         |
| 24 | Francisco de Oliveira das Neves        |         |
| 25 | Dartagnan Batista Tubino               |         |
| 26 | José Gonçalves de Almeida              |         |
| 27 | Ismael Simões Lopes                    |         |
| 28 | Alencastro Carneiro da Fontoura        |         |
| 29 | José Romaguera da Cunha Correia        |         |
| 30 | Lauro Domingues Prates                 |         |
| 31 | Álvaro Batista                         |         |
| 32 | José Carlos Pinto                      |         |